# Allapur
Allapur é uma vila e uma nagar panchayat no distrito de Budaun, no estado indiano de Uttar Pradesh.

## Demografia
Segundo o censo de 2001, Allapur tinha uma população de 20,725 habitantes. Os indivíduos do sexo masculino constituem 53% da população e os do sexo feminino 47%. Allapur tem uma taxa de literacia de 35%, inferior à média nacional de 59.5%; com 67% para o sexo masculino e 33% para o sexo feminino. 21% da população está abaixo dos 6 anos de idade.